# ピオニウォーク東松山
ピオニウォーク東松山（ピオニウォークひがしまつやま、PEONYWALK HIGASHIMATSUYAMA）は、埼玉県東松山市に所在するユニー株式会社が管理・運営するモール型ショッピングセンター。2010年（平成22年）3月19日開業。埼玉県中部地域で最大規模の商業施設である。
名称の由来は、東松山市は花とウォーキングの街であり（日本最大のウォーキング大会「日本スリーデーマーチ」が毎年開催される）、東松山市の市花であるボタンの英名「PEONY (ピオニー) 」と、ユニーのモール型ショッピングセンターの名称につく「WALK (ウォーク) 」、またウォーキングの「WALK」を合わせて「ピオニウォーク東松山」と命名された。店舗ロゴマークもボタンの花で、シンボルカラーはボタンの花のピンクとなっている。

## 概要
都市再生機構（UR）が東松山市南部で開発を進めるニュータウン「むさし緑園都市」高坂駅東口第二地区（うらら花高坂、高坂駅東口第二特定土地区画整理事業) 計画の中核となる大型商業施設で、国道407号東松山バイパスと高坂駅東口通りが交差する場所に位置する。東松山市街と坂戸市街のほぼ中間地点にあり、坂戸市との市境から1kmほどの場所に立地する。
大手GMSユニーが展開する大型モール「ウォーク」としては、全国で8か所目となる施設である。オープン当時、埼玉県内のユニー系列の店舗としては他に、総合スーパー業態であるアピタの単体店が3店、スーパーマーケット業態のピアゴが1店あったが、大型SC業態としては埼玉県下で初の出店となる。
「ともに発見、ともにしあわせ」をキーワードとし、環境に優しいショッピングセンターをコンセプトにしており、通路照明などにLED照明を採用しているほか、電気式ヒートポンプチラー空調システムの導入、駐車場照明の一部に風力発電や太陽光発電を採用している。
ピオニウォークの敷地内ではないが、ケーズデンキ棟の南側に隣接して東松山市立折本山公園が設置されており、2010年（平成22年）4月11日のまち開きに合わせて開放された。ピオニウォーク南側駐車場からも公園に直接入ることができる。
また、ピオニウォーク東松山のオープン以降、周辺ではライフガーデン東松山など商業施設の出店が増加しており、ロードサイド店舗エリアを形成している。
ピオニウォーク東松山以外のウォークモールについては、ユニー#ウォークを参照。

### 反町遺跡
当SC建設に先立ち、敷地内の遺跡調査が2005年（平成17年）から2008年（平成20年）にかけて都市再生機構およびユニーにより行われ、古墳時代前期（4世紀後半）の木製「臼」と、治水用の「堰」が出土した。ちなみに、ほぼ完全な形で臼が出土したのは関東地方で初めてのことである。その他、古墳27基、竪穴建物133棟、水晶の玉造り工房跡や農具、鏡なども発見されている。
この「反町（そりまち）遺跡」の発掘により、ピオニウォーク東松山のオープンが当初の2009年秋から2010年3月に半年ほど延期となった。当SC1階にはこれらの出土品の一部を展示した「反町遺跡展示コーナー」が設置されている。また2011年3月4日から6日にかけて、館内の「ピオニホール」内で「ピオニウォークの遺跡展」が開催され、反町遺跡の出土品などが展示された。

## 令和元年東日本台風による被害
2019年（令和元年）の令和元年東日本台風（台風19号）による豪雨では埼玉県内でも被害が発生し、10月12日夜に東松山市内では都幾川で堤防が決壊、決壊現場付近の早俣地区は全域が水没、早俣地区よりやや高台のあずま町4丁目でも、ピオニウォーク東松山を含めた一部の地域が浸水する事態となった。このためピオニウォーク東松山は1階で30cmほどの浸水被害となり、翌10月13日よりケーズデンキを除いて臨時休業となった。ケーズデンキ棟は1階部分を駐車場にしていたため、浸水被害を受けず通常営業を継続していた。
同年10月16日には埼玉県知事の大野元裕が被害の大きかった東松山市・坂戸市・川越市の3市を視察し、10月18日には東松山市長の森田光一が記者会見を開いている。
施設内は浸水により変電設備が故障し電気が使えない状態となり、また全てのエレベーターも使用不能になるという甚大な被害が出て、新しい設備の部品調達などに時間を要したが、12月27日より営業再開予定と発表された。12月27日よりアピタ東松山店とモール専門店街の一部（全店舗の6割）が営業再開し、年末年始も営業した。
全館営業再開は2020年1月下旬を予定していたが、同年1月23日までに店舗の9割が営業再開した。1月23日には10時半より1階ピオニコートで「復興セレモニー」が開催され、支配人や東松山市長の森田光一が出席し、高坂幼稚園の園児による合唱が披露された。1月23日から26日まで記念セール「サンクスデイズ」を開催、週末となる25日・26日の両日は復興記念コンサートが行われた。なお復興セレモニーの時点ではまだ、ユニクロピオニウォーク東松山店は営業を停止していた。

同様に甚大な浸水被害を受けた近隣のライフガーデン東松山に出店するGU東松山店も、2020年1月24日時点では営業を停止していた。ライフガーデン東松山の他の店舗は、2019年12月6日より一部営業再開した。
また、ピオニウォーク東松山およびライフガーデン東松山付近が浸水被害エリアの境界だったこともあり、近隣のセキチュー東松山高坂店（ロピア東松山セキチュー店がテナント出店）、カインズ東松山高坂店などは浸水被害がなく、通常営業を行っていた。
台風による浸水被害を乗り越え、2020年3月19日には開業10周年を迎えて、同年3月20日から4月5日まで10周年記念セールを開催した。

## 施設概要

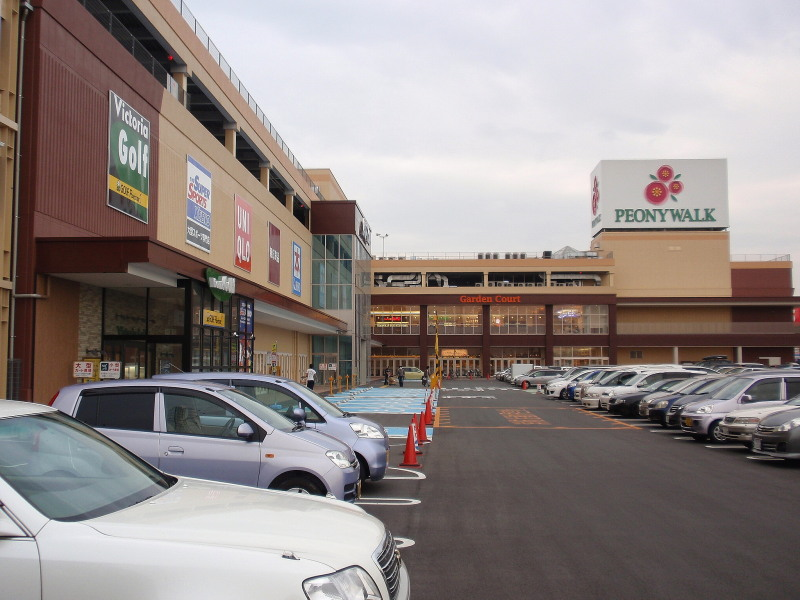
本棟（モール）

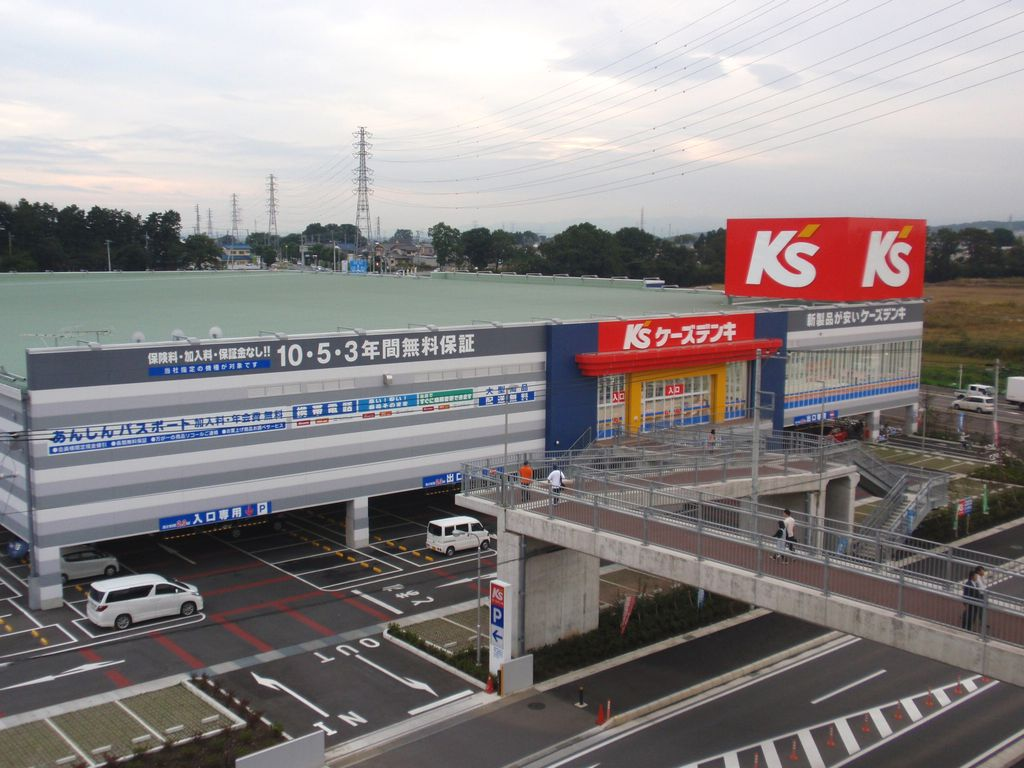
別棟（ケーズデンキ）

120,370m2（87,304m2+東側駐車場33,066m2）の敷地にモール全体が入る本棟とケーズデンキが単独で入る別棟の2つの建物から構成され、連絡通路により相互に往来可能である。いずれもバリアフリー法の認定を受けているほか、授乳やおむつ交換ができる「赤ちゃんルーム」が3カ所に設けられている。
アピタでは電子マネー (楽天Edy、iD、QUICPay、ユニー系のuniko）、交通系電子マネー（PASMO・Suicaおよび相互利用可能なカード。PiTaPaを除く）が利用できるほか、その他の店舗でも共通電子マネーリーダー端末を導入している店舗で利用可能。アピタ以外でもテナント店舗によってはユニー系のクレジットカードであるUCSカードが利用できる。また館内には、ゆうちょ銀行と埼玉りそな銀行のATMが設置されている。

### 本棟
本棟となるモールは北側にあり、全4階層店舗2階建て、3階と屋上は駐車場となっており、「モールゾーン」「アピタゾーン」「レストランゾーン」に分類されている。
モールゾーン
モールは北東側のアピタから南西のピオニコートにかけてL字型の通路になっており、通路の中央が1階と2階で吹き抜けの構造になっているメイン通路の他に、サービス関係の店舗が集積した通路がある。モールのほぼ中央に「インフォメーションカウンター」が設置されている。
アピタゾーン
アピタ東松山店の入るフロアで、面積は10,076m2。1階には「アピタサービスカウンター」が設置されている。アピタフロア内にはピオニウォーク東松山の店舗数に含まれない専門店が総菜店など3店ある。なお、モール・アピタ棟の北寄り入口には東西とも入口上に「APiTA」の表示が入っているが、アピタ西側入口から入った場合はアピタフロアは通路を歩いた先となる。
レストランゾーン
1階にあるレストラン街。ピオニコートからアピタに向かってモールゾーンをショートカットするようになっているため、モールゾーンとレストラン街を通ることでサーキットモールのように1周することが出来る。
ガーデンコート
2階にあるフードコートで席数は800。
ピオニコート
1階モール南東にあるイベント広場で、各種イベントが開催される。1階から4階の天井までが吹き抜けになっている。
ピオニホール
2階アピタ側にある多目的ホール。文化活動・発表の場として利用可能である。

### 別棟
ケーズデンキゾーン
本棟とは道路を挟んだ南側駐車場敷地内にある建物で「ケーズデンキピオニウォーク東松山」が入居している。建物は通常のケーズデンキ路面店と同様の外装になっているが、ユニーが所有しておりピオニウォーク東松山の一部である。アピタ棟・モール棟とは連絡通路によって2階部分で接続されており、ケーズデンキ棟の入口から入っても、店内とは仕切られた通路によってモール・アピタ棟に移動できる。建物は2階建てで店舗は2階にあり、1階は駐車場と入口になっている。埼玉県内のケーズデンキとしては最大規模の店舗である。

### 主要店舗
120店を越えるテナント店舗が入居する。詳細は公式サイト「ショップ検索」を参照。
- アピタ 東松山店[32]
- ユニクロ ピオニウォーク東松山店[33] - 埼玉県内で最大級の店舗[34]。
- スーパースポーツゼビオ ピオニウォーク東松山店[35]
- リブロ ピオニウォーク東松山店[36]
- 無印良品 ピオニウォーク東松山[37]
- ケーズデンキ ピオニウォーク東松山（別棟）[31]
- PeTeMo 東松山店[38]

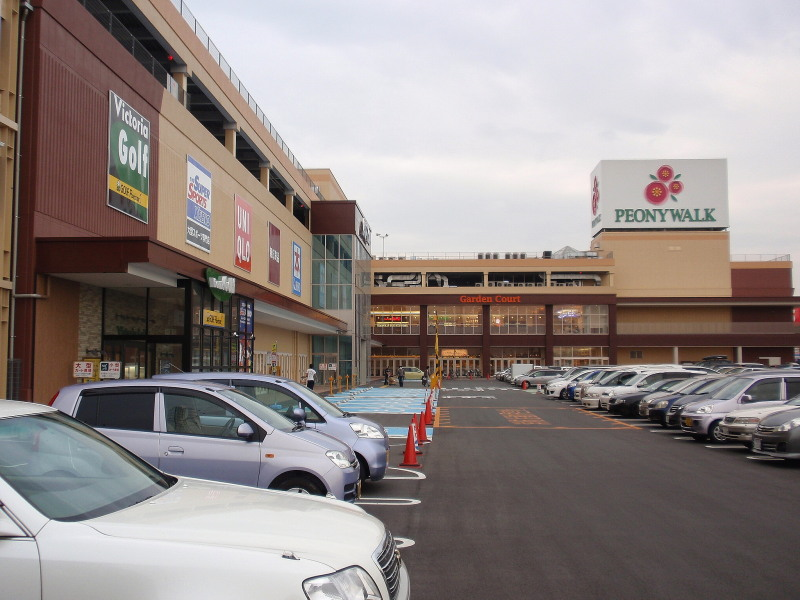
モール・アピタ棟
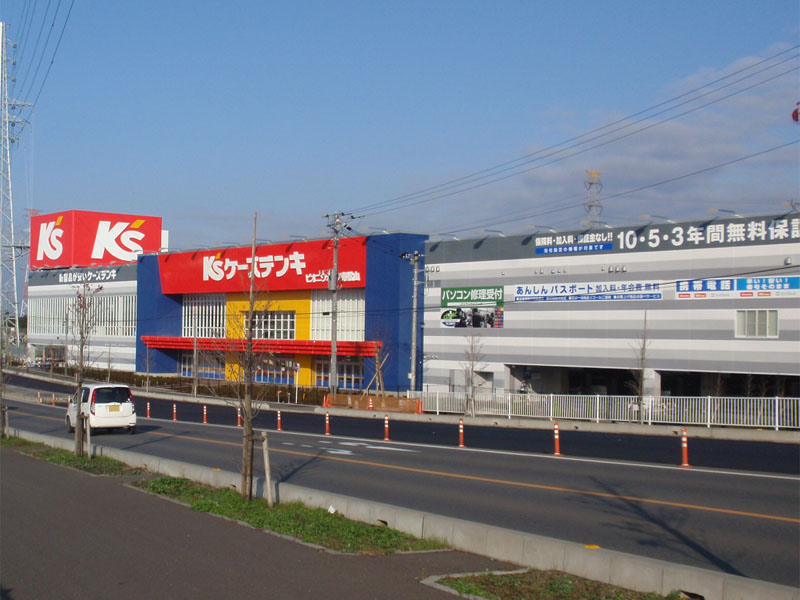
ケーズデンキ棟
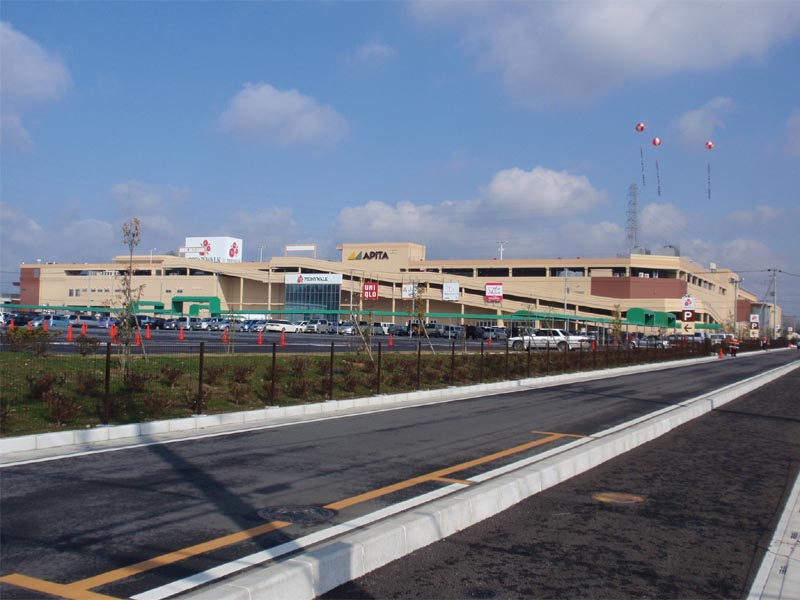
開業日の写真。アドバルーンが見える

## アクセス

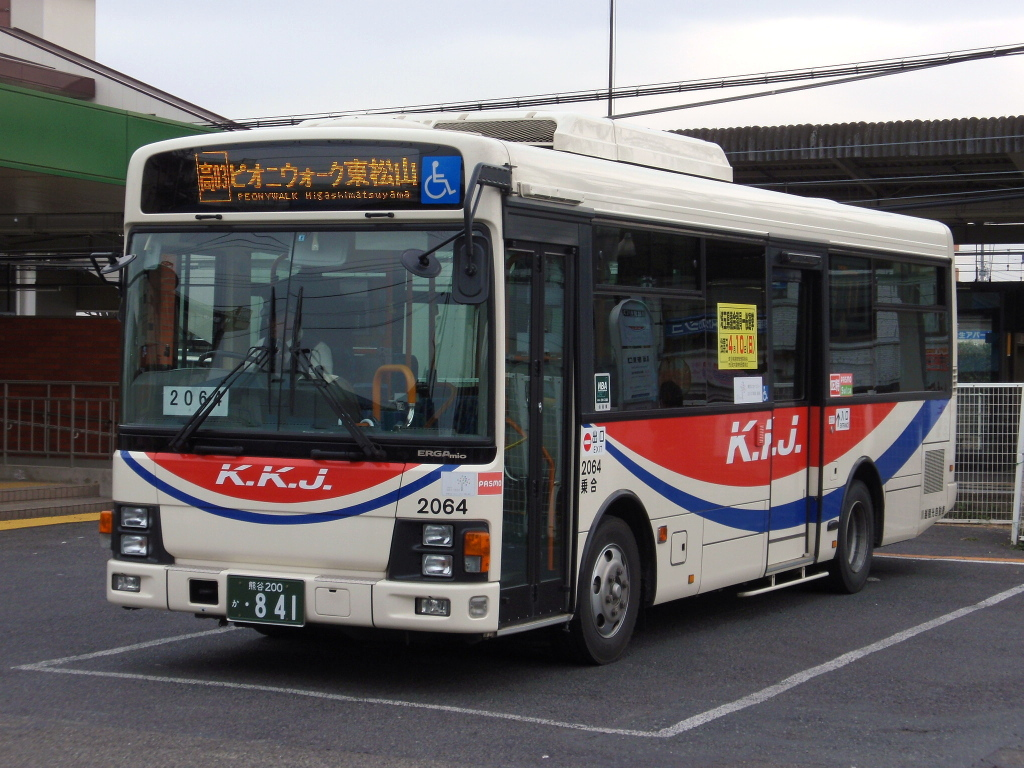
川越観光自動車 ピオニウォーク東松山行き
（高03系統、一般路線化後）

- 高坂駅東口より約1km。川越観光自動車「TA21系統」ピオニウォーク東松山行き（高坂郵便局前経由、所要時間5分）[39]。
  - 2010年3月17日から2011年1月10日まで、高坂駅東口－ピオニウォーク東松山間で同社により「ピオニウォークシャトルバス」が運行されていたが、同区間で一般路線化（高03系統）されたため運行終了した[39]。
  - かつては東松山市内循環バス「野本・高坂コース」が東松山駅・高坂駅とピオニウォーク東松山を約1時間かけて結んでいたが、2017年9月30日に廃止されている。
- 東松山IC、鶴ヶ島ICより約6km[39]。

## 周辺
- うらら花高坂（むさし緑園都市高坂駅東口第二地区）
  - 東松山市立折本山公園
- セキチュー東松山高坂店 - ロピア東松山セキチュー店、ニトリ東松山セキチュー店がテナント出店
- ライフガーデン東松山 - 大和ハウスグループのショッピングセンター
- カインズ東松山高坂店
- 都幾川
  - 都幾川リバーサイドパーク
- 埼玉県こども動物自然公園